# Szamosbecs
Szamosbecs è un comune dell'Ungheria di 389 abitanti (dati 2001). È situato nella contea di Szabolcs-Szatmár-Bereg.